# 브렉시트 탈퇴 협정
브렉시트 탈퇴 협정(영어: Brexit withdrawal agreement)은 공식적으로는 유럽 연합 및 유럽 원자력 공동체로부터 그레이트브리튼 북아일랜드 연합왕국 탈퇴에 관한 협정(영어: Agreement on the withdrawal of the United Kingdom of Great Britain and Northern Ireland from the European Union and the European Atomic Energy Community)이라는 제목으로, 2020년 1월 24일에 체결된 유럽 연합 (EU), 유럽 원자력 공동체, 영국 간의 조약으로, 영국의 EU 및 유럽 원자력 공동체 탈퇴 조건을 명시한다. 이 조약의 내용은 2019년 10월 17일에 공개되었으며, 2018년 11월에 공개된 합의안을 재협상한 버전이다. 이전 버전의 탈퇴 협정은 영국 하원에서 세 차례 거부되었으며, 이로 인해 테리사 메이가 총리직에서 사임하고 2019년 7월 24일 보리스 존슨이 새 총리로 임명되었다.
영국 의회는 2020년 1월 23일에 이 협정을 승인했고, 영국 정부는 2020년 1월 29일에 영국의 비준서를 기탁했다. 이 협정은 2020년 1월 29일 유럽 의회의 동의를 거쳐 2020년 1월 30일 유럽 연합 이사회에 의해 비준되었다. 영국의 연합 탈퇴는 2020년 1월 31일 그리니치 평균시 오후 11시에 발효되었고, 그 순간 탈퇴 협정은 제185조에 따라 발효되었다.
이 협정은 재정, 시민의 권리, 국경 협정 및 분쟁 해결과 같은 문제들을 다룬다. 또한 전환 기간과 영국과 EU 간의 미래 관계에 대한 개요를 포함한다. 2018년 11월 14일에 발표된 이 협정은 브렉시트 협상의 결과물이었다. 이 협정은 나머지 27개 EU 국가의 지도자들과 테리사 메이 총리가 이끄는 영국 정부의 지지를 받았지만, 비준에 필요한 영국 의회에서 반대에 부딪혔다. 유럽 의회의 승인 또한 필요했을 것이다. 2019년 1월 15일, 영국 하원은 탈퇴 협정을 432대 202로 부결시켰다. 하원은 2019년 3월 12일 391대 242로 다시 협정을 부결시켰고, 2019년 3월 29일에는 344대 286으로 세 번째 부결시켰다. 2019년 10월 22일, 보리스 존슨 정부가 재협상한 개정 탈퇴 협정은 의회에서 첫 단계를 통과했지만, 존슨은 승인을 위한 가속화된 프로그램이 필요한 지지를 얻지 못하자 입법 과정을 중단하고 조기 총선 소집 의사를 발표했다. 2020년 1월 23일, 의회는 탈퇴 협정 법안을 통과시켜 협정을 비준했다. 2020년 1월 29일, 유럽 의회는 탈퇴 협정에 동의했다. 이후 2020년 1월 30일 유럽 연합 이사회에서 최종적으로 체결되었다.
탈퇴 협정은 제4부에서 2021년 1월 1일 중앙유럽 표준시 00:00 (영국 시간 2020년 12월 31일 그리니치 평균시 오후 11시)까지 (영국 법률 및 국가 용어로는 "IP 완료일"이라고 함) 전환 또는 이행 기간을 규정했으며, 이 기간 동안 영국은 장기적인 관계가 합의될 때까지 마찰 없는 무역을 보장하기 위해 단일 시장에 남아 있었다. 이 날짜까지 합의에 도달하지 못하면 영국은 2021년 1월 1일에 무역 협정 없이 단일 시장을 떠났을 것이다. 탈퇴 협정과 밀접하게 관련된 것은 미래 EU-영국 관계에 대한 구속력 없는 정치적 선언이다.

## 배경

### 2015년 영국 총선 및 2016년 브렉시트 국민투표
보수당의 2015년 5월 영국 총선 공약에서 당은 2017년 말까지 EU 국민투표를 약속했다.
2016년 6월 23일에 실시된 국민투표는 유럽 연합 탈퇴에 대해 51.9% 대 48.1%로 과반수 득표율을 기록했다.

## 2018년 초안
제안된 2018년 탈퇴 협정은 599페이지에 달하며, 다음과 같은 주요 분야를 다루었다.
- 재정, 특히 자산과 부채의 분할, 그리고 미지급 부채의 지급
- EU 국가에 거주하는 영국 시민과 그 반대의 경우 모두의 시민권
- 국경 협정 및 관세, 특히 영국과 아일랜드 간의 국경을 따라
- 현재 유럽 사법 재판소에 귀속된 법률 및 분쟁 해결 메커니즘

이 협정은 또한 2020년 12월 31일까지 연장 조항이 있는 전환 기간을 설정했다. 전환 기간 동안 EU 법률은 영국에 계속 적용되었고(유럽 경제 지역, 단일 시장, 관세 동맹 참여 포함), 영국은 EU 예산에 계속 기여했지만, 영국은 EU 의사 결정 기구에 대표되지 않았다. 전환 기간은 기업들이 새로운 상황에 적응할 시간을 주었고, 영국과 EU 정부가 EU와 영국 간의 새로운 무역 협정을 협상할 시간을 주었다.
아일랜드 국경 문제에 대해, 아일랜드 백스톱은 전환 기간 종료 전에 하드 보더를 피하기 위한 효과적인 대체 합의가 실패할 경우 안전망 역할을 하도록 협정에 첨부되었으며, 영국은 EU의 공동 대외 관세를 따르고 북아일랜드는 단일 시장의 일부 측면을 유지했다.
거버넌스는 유럽 연합과 영국 정부 대표로 구성된 합동 위원회를 통해 이루어진다. 합동 위원회에 보고하는 여러 전문 위원회가 있다.
탈퇴 협정에는 또한 영국이 유럽 학교 설립 협약에서 탈퇴하는 조항이 포함되어 있으며, 영국은 전환 기간의 마지막 학년, 즉 2020-2021년 봄 학기 종료 시까지 협약 및 공인 유럽 학교에 대한 관련 규정에 구속된다.
초안 협정의 더 중요한 요소들은 다음과 같다.

### 공통 조항
이 협정은 영국이 유럽 연합과 유럽 원자력 공동체로부터 탈퇴하는 준비를 돕고(제1조), 영국의 영토 범위를 명확히 정의하며(제3조), 협정의 법적 책임을 보장한다(제4조). 또한, 전환 기간이 끝날 때까지 영국은 "연합 법률에 따라 설립된 모든 네트워크, 정보 시스템 및 데이터베이스"에 대한 접근이 거부된다고 명시한다(제8조).

### 시민권: 일반 조항
이 협정은 시민, 가족 구성원, 국경 노동자, 거주국 및 국적자의 개인적 범위를 정의하고 규정한다. 제11조는 거주 연속성을 다루고 제12조는 비차별(즉, 국적을 이유로 차별하는 것이 금지됨)에 대해 논의한다.

### 권리와 의무
영국 국적자와 유럽 연합 시민, 영국 국적자 또는 유럽 연합 시민인 가족 구성원 및 이 두 가지에 해당하지 않는 가족 구성원은 거주국에 거주할 권리를 유지한다(제13조). 거주국은 거주 권리 획득, 유지 또는 상실에 대한 사람들을 제한하거나 조건을 부과할 수 없다(제13조). 유효한 서류를 가진 사람들은 입국 및 출국 비자 또는 동등한 절차가 필요하지 않으며 합병증 없이 거주국을 떠나거나 들어갈 수 있다(제14조). 거주국이 "전환 기간 종료 후 연합 시민 또는 영국 국적자와 합류하는 가족 구성원에게 입국 비자가 필요하다"고 요구하는 경우, 거주국은 적절한 시설에서 무료로 가속화된 절차를 통해 필요한 비자를 부여해야 한다(제14조). 이 협정은 전환 기간 중 및 이후의 영주권 발급과 그 제한에 대해 추가로 다룬다. 또한, 노동자 및 자영업자의 권리를 명확히 하고 전문 자격의 인정 및 식별을 규정한다.

### 사회 보장 시스템의 조정
이 조항은 특별 사례, 행정 협력, 법적 적용 및 연합 법률의 발전을 다룬다.

### 시장에 출시된 상품
협정은 상품, 서비스 및 그와 관련된 프로세스를 정의한다. 협정은 연합 탈퇴 이전에 합법적으로 시장에 출시된 모든 상품 또는 서비스는 영국 또는 연합 국가의 소비자에게 계속 제공될 수 있다고 명시한다(제40조 및 제41조).

### 진행 중인 통관 절차
이 조항은 영국 관세 영토에서 연합 관세 영토로, 그리고 그 반대로 이동하는 상품의 통관 절차를 다룬다(제47조). 전환 기간 종료 전에 시작된 절차는 "연합 법률의 수입 및 수출 허가 요건에 관하여 연합 내 이동으로 간주된다". 이 협정은 또한 임시 보관 또는 통관 절차의 종료를 다룬다(제49조).

### 진행 중인 부가가치세 및 소비세 문제
VAT는 연합과 영국 간에 교환되는 상품에 적용된다. 이전 조항의 예외 규정에 따라 이 조항은 VAT 적용 또는 처리에 필요한 정보 시스템에 대한 접근을 허용한다(제51조).

### 부록
초안에는 10개의 부록이 있다. 첫 번째는 아일랜드 섬에서 EU와 영국 간에 개방 국경을 유지하기 위한 의정서("아일랜드 백스톱"으로 일반적으로 알려져 있음)이다. 두 번째는 개방 국경과 독립적인 관세 정책을 모두 제공하는 기술적 해결책이 발견될 때까지 EU와 영국 간에 운영될 공동 관세 구역의 배열을 다룬다. 세 번째는 공동 관세 구역의 운영을 다룬다. 네 번째는 '조세, 환경 보호, 노동 및 사회 기준, 국가 보조금, 경쟁 및 국영 기업 분야의 좋은 거버넌스'를 다룬다. 다섯 번째부터 여덟 번째는 EU 법률의 관련 조항을 다룬다. 아홉 번째와 열 번째는 초안의 주요 섹션에서 발생하는 절차를 상세히 설명한다.

#### 북아일랜드 백스톱
"아일랜드 백스톱"으로 익숙하게 알려진 북아일랜드 의정서는 2018년 11월 초안 협정의 부록으로, 영국이 유럽 연합을 탈퇴한 후 아일랜드의 하드 보더를 방지하기 위한 조항을 기술했다. 이 의정서에는 전환 기간 종료 시 만족스러운 대체 합의가 작동하지 않을 경우를 대비한 안전망 조항이 포함되어 있었다.
이것은 정부, 특히 정부가 표를 의존했던 민주연합당에 상당한 어려움을 야기했다.
이 초안은 2019년 협상에서 새로운 북아일랜드 의정서로 대체되었다.

## 2019년 개정
이 협정은 존슨 내각의 2019년 재협상에 따라 개정되었다. 개정안은 텍스트의 약 5%를 조정했다.

### 의정서
협정에는 '키프로스의 주권 기지 구역'과 지브롤터에 대한 의정서도 존재한다.

#### 북아일랜드 의정서
아일랜드 백스톱은 삭제되고, 북아일랜드/아일랜드에 대한 새로운 의정서로 대체되었다. 이 새로운 의정서는 영국이 유럽 단일 시장과 EU 관세 동맹을 법적으로 완전히 떠날 수 있지만 북아일랜드는 사실상 EU 관세 동맹에서 벗어나지 않을 것임을 의미했다. 또 다른 차이점은 북아일랜드 의회를 위한 일방적인 탈퇴 메커니즘으로, 4년마다 이러한 협정을 계속할지 여부에 대한 투표를 하며, 단순 과반수가 필요하다.
백스톱과의 연속성은 상품 및 전기 분야에서 EU 법률의 적용을 규정하고, 불이행 시 절차와 관련하여 유럽 사법 재판소의 역할, 그리고 영국 법원이 EU 법률 및 의정서 관련 부분의 적용에 대한 선결적 결정을 요청할 가능성과 요구 사항을 제공했다.

### 부록
- 부록 1: 사회 보장 조정
- 부록 2: 제41조 (4)항에 언급된 연합법 조항
- 부록 3: 제49조 (1)항에 언급된 상황 또는 관세 절차에 대한 시간 제한
- 부록 4: 제50, 53, 99, 100조에 언급된 네트워크, 정보 시스템 및 데이터베이스 목록
- 부록 5: 유럽 원자력 공동체
- 부록 6: 제98조에 언급된 행정 협력 절차 목록
- 부록 7: 제128조 (6)항에 언급된 법/조항 목록
- 부록 8: 공동 위원회 및 전문 위원회의 절차 규칙
- 부록 9: 분쟁 해결 절차 규칙 및 중재 패널 구성원 행동 강령

### 정치적 선언
2019년 개정판은 정치 선언의 일부 요소도 조정하여 노동 기준과 관련하여 "적절한(adequate)"이라는 단어를 "적합한(appropriate)"으로 변경했다. 유럽 개혁 센터의 무역 연구원 샘 로우에 따르면, 이 변경은 노동 기준을 분쟁 해결 메커니즘에서 제외시킨다. 또한, 공정한 경쟁 메커니즘은 법적 구속력이 있는 탈퇴 협정에서 정치 선언으로 옮겨졌고, 정치 선언의 "영국은 관련 분야에서 연합 규칙에 부합하는 것을 고려할 것"이라는 문구가 삭제되었다.

## 탈퇴 협정 공동 위원회
제164조는 협정 이행을 위한 공동 위원회를 설립하며, 이 위원회는 EU와 영국이 공동 위원장을 맡고 6개의 전문 위원회를 가지고 있다. 탈퇴 협정은 영국의 EU 분리 관련 일부 협정을 공동 위원회에서 결정하도록 위임했다. 공동 위원회는 심화된 무역 조약 내에서 긴장을 관리하기 위해 흔히 사용되는 절차이다.
양측의 동등한 대표가 있으며, 캐스팅 보트는 없고 합의가 이루어지지 않을 경우 국제중재 패널로 갈 수 있다. 주 위원회에 보고하는 여러 전문 소위원회들이 있으며, 이 중 '북아일랜드 소위원회'(북아일랜드 의정서를 다루는)는 2021년 봄에 아일랜드해 국경이라는 논란으로 인해 가장 많은 언론의 주목을 받았다.
2022년 2월 21일 기준, 공동 위원회는 9번 회의를 개최했다.

### 시민권 전문 위원회
시민권 전문 위원회는 협정에 따른 시민권의 이행 및 적용을 감시하기 위해 설립되었다.
2022년 6월 15일 기준, 10차례 회의를 가졌다.

## 반응

### 원안
하원에서의 협정에 대한 반응은 냉담하거나 적대적이었고 투표는 한 달 이상 연기되었다.

#### 영국 정부 사임
2018년 11월 15일, 협정이 발표되고 영국 정부 내각의 지지를 받은 다음 날, 도미닉 라브 영국 유럽 연합 탈퇴부 장관을 포함한 여러 정부 구성원들이 사임했다.

### 의회 모독
2018년 12월 4일 전례 없는 투표에 따라, 하원 의원들은 영국 정부가 제안된 탈퇴 조건의 효과에 대해 제공받은 완전한 법률 자문을 의회에 제공하기를 거부함으로써 의회 모독에 해당한다고 판결했다. 이 자문의 핵심은 EU와 영국 간의 관세 국경과 관련하여 북아일랜드, 아일랜드, 그리고 나머지 영국을 관장하는 "백스톱" 협정의 법적 효력, 그리고 북아일랜드 분쟁의 종식을 이끌었던 벨파스트 협정에 미치는 영향, 그리고 특히 영국이 초안 제안에 따라 실질적으로 EU를 떠날 수 있을지 여부에 관한 것이었다.
다음 날 자문이 공개되었다. 질문은 "아일랜드 및 북아일랜드에 대한 탈퇴 협정 의정서에 영국이 동의하는 것의 법적 효과, 특히 주요 탈퇴 협정 제5조 및 제184조와 결합된 효과는 무엇인가?"였다. 주어진 자문은 다음과 같았다.
의정서는 영국과 EU에 구속력이 있으며 [3항], 국경 및 관세 문제의 최종적인 해결이 도달될 것으로 예상한다 [5,12,13항]. 그러나 "의정서는 협상이 명확히 결렬되었을 때에도 존속될 의도이다" [16항] 그리고 "결론적으로, 의정서의 현재 초안 ... 후속 합의 없이 영국이 영국 전체 관세 동맹에서 합법적으로 탈퇴할 수 있는 메커니즘을 제공하지 않는다. 이는 당사자들이 수년 후에도 협상 중이더라도, 그리고 당사자들이 회담이 명확히 결렬되었고 미래 관계 협정의 전망이 없다고 믿더라도 여전히 그러하다." [30항]

### 개정안
2019년 10월 17일 개정된 탈퇴 협정 발표 직후, 노동당, 자유민주당, 민주연합당은 새 협정을 지지할 수 없다고 밝혔다.

## 영국 의회 투표

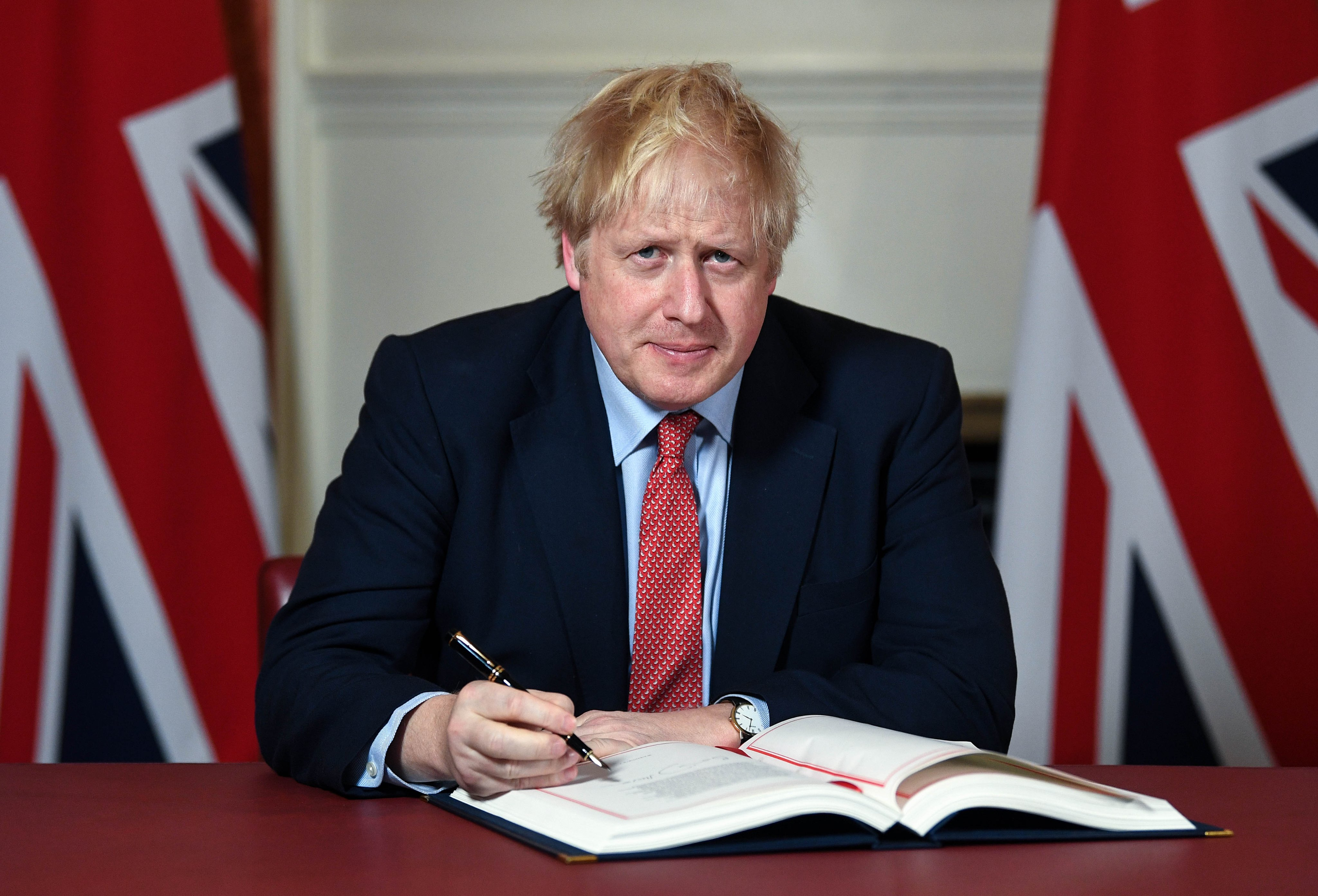
2020년 1월, 보리스 존슨이 탈퇴 협정에 서명하는 모습

2019년 1월 15일, 영국 하원은 브렉시트 탈퇴 협정을 230표 차이로 부결시켰으며, 이는 영국 정부에 대한 역사상 가장 큰 반대 표였다. 메이 정부는 다음 날 불신임 투표에서 살아남았다. 2019년 3월 12일, 하원은 이 협정을 149표 차이로 두 번째로 부결시켰는데, 이는 하원 역사상 네 번째로 큰 정부 패배였다. 2019년 3월 19일로 널리 예상되었던 브렉시트 탈퇴 협정에 대한 세 번째 투표는 2019년 3월 18일 하원 의장이 1604년 4월 2일로 거슬러 올라가는 의회 관례를 근거로 거부했는데, 이는 영국 정부가 하원이 이미 투표한 문제에 대해 반복적으로 하원에 투표하도록 강제하는 것을 방지하는 것이다. 첨부된 정치 선언이 제거된 축소 버전의 탈퇴 협정은 '실질적 변경'에 대한 의장의 시험을 통과했으므로, 세 번째 투표는 2019년 3월 29일에 실시되었으나 58표 차이로 부결되었다.
2019년 10월 22일, 하원은 개정된 탈퇴 협정(그 달 초 보리스 존슨이 협상한)에 대해 329대 299로 제2독회를 승인했지만, 그가 제안한 가속화된 일정이 필요한 의회 지지를 얻지 못하자 존슨은 법안이 중단될 것이라고 발표했다.
2019년 2019년 영국 총선에서 보수당이 승리한 후, 2019년 12월 20일 하원은 탈퇴 협정 법안의 제2독회를 358대 234의 표 차이로 통과시켰다. 영국 상원의 제안과 두 의회 간의 핑퐁 끝에 이 법안은 2020년 1월 23일 재가를 받아 영국 측의 비준을 가능하게 했다.

## 유럽 연합 비준

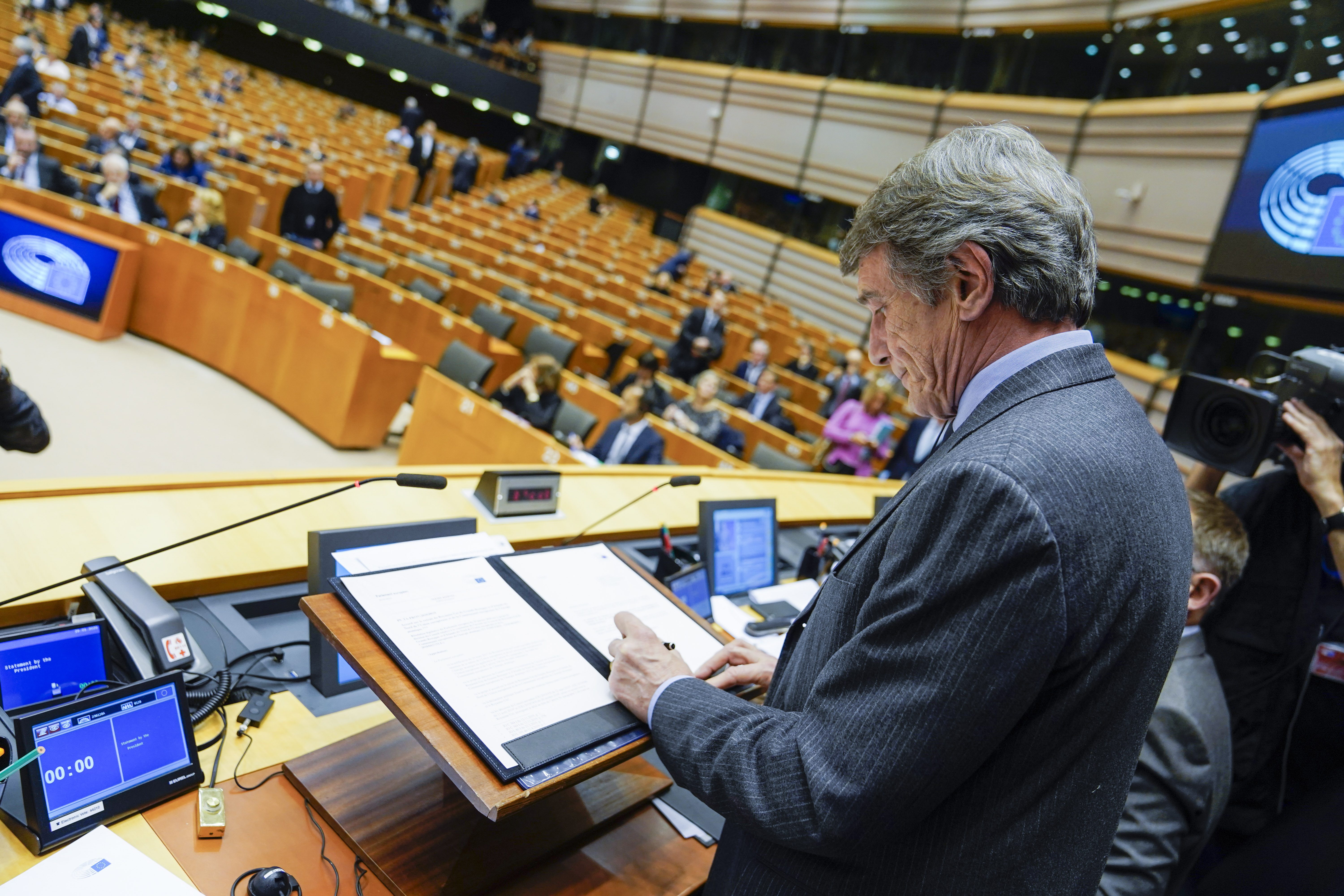
다비드 사솔리 유럽 의회 의장이 탈퇴 협정 비준 동의 결의안에 서명하고 있다.

유럽 연합 측에서는 유럽 의회가 2020년 1월 29일 협정 비준에 동의했으며, 유럽 연합 이사회는 2020년 1월 30일 서면 절차를 통해 협정 체결을 승인했다. 이에 따라 2020년 1월 30일 유럽 연합은 협정 비준서를 기탁하여 협정을 체결했으며, 이로써 2020년 1월 31일 그리니치 평균시 오후 11시에 영국의 연합 탈퇴와 동시에 협정이 발효될 수 있었다.

## 미래 관계에 대한 정치적 선언
미래 유럽 연합-영국 관계 선언은 정치적 선언으로도 불리며, 영국 (UK)의 유럽 연합 (EU) 탈퇴 (속칭 브렉시트) 및 전환 기간의 예정된 종료와 관련하여 구속력 있고 보다 포괄적인 탈퇴 협정과 함께 협상되고 서명된 비구속적 선언이다.

## 이행

### 시민권
2020년 6월 로비 단체 "유럽 내 영국인"(EU 국가에 거주하는 영국 시민을 대표)이 하원의 브렉시트 특별 위원회에 제출한 증거에 따르면, "최대 23개 EU 회원국은 아직 대륙에 이미 거주하는 약 120만 명의 영국 시민의 미래 권리를 문서화할 시스템을 구현하지 않아, 그들의 미래 권리와 의무에 대해 어둠 속에 있다"고 밝혔다. 위원회는 "영국은 작년 3월 [2020년] EU 시민을 위한 [등록] 시스템을 시작했으며, 330만 명 이상이 브렉시트 후 국내에 머물 수 있도록 사전 정착 또는 정착 지위를 부여받았다"는 보고를 받았다.
또한, 브렉시트는 EU 국가에 거주하는 영국 시민의 유럽 의회 선거 투표권과 다른 EU 국가에서 일할 권리를 제거했다.

### 북아일랜드
2020년 9월 6일, 파이낸셜 타임스는 영국 정부가 탈퇴 협정의 북아일랜드 의정서를 우회하는 새로운 법안을 마련할 계획이라고 보도했다. 새로운 법률은 장관들에게 EU에 보고해야 할 국가 보조금을 정의할 권한을 부여하고, 북아일랜드에서 아일랜드로 반입될 위험이 있는 제품을 정의할 것이다(탈퇴 협정은 상호 합의가 없는 경우 모든 제품이 위험에 처한 것으로 간주되어야 한다고 명시한다). 정부는 이 법안이 의정서를 준수하며 단지 의정서의 모호성을 "명확히" 할 뿐이라고 주장하며 이러한 움직임을 옹호했다. 우르줄라 폰데어라이엔은 존슨에게 국제법을 위반하지 말 것을 경고하며, 영국의 탈퇴 협정 이행은 "미래의 모든 파트너십을 위한 전제 조건"이라고 말했다. 9월 8일, 브랜든 루이스 북아일랜드 국무장관은 영국 의회에 정부가 계획한 국내 시장 법안이 "국제법을 위반할 것"이라고 말했다.
2020년 10월 1일, 유럽 집행위원회는 영국 정부에 침해 절차의 첫 단계로 공식 통지서를 보냈는데, 이는 영국의 국내 시장 법안이 그대로 채택될 경우 북아일랜드 의정서와 "완전히 모순"될 것이기 때문이었다. 2020년 12월 8일 EU-영국 공동 위원회 논의 후, 양측은 탈퇴 협정 이행에 관한 모든 문제에 대해 원칙적으로 합의에 도달했으며, 영국은 국내 시장 법안의 해당 조항을 철회하기로 합의했다.
2021년 3월 3일, 북아일랜드 국무장관은 공동 위원회 절차를 사용하지 않고도 영국 정부가 그레이트브리튼에서 북아일랜드로 들어오는 일부 상품에 대한 브렉시트 후 검사 유예 기간을 (2021년 3월 31일 이후로) 일방적으로 연장할 의도가 있다고 영국 의회에 통보했다. EU는 이에 반대하고 영국이 북아일랜드 의정서와 관련하여 국제법을 두 번째로 위반하려 한다고 말하며 법적 조치를 취하겠다고 위협했다. 2021년 3월 4일, 아일랜드 외교부 장관 사이먼 코브니는 영국이 의정서를 이행할 "신뢰할 수 없다"면 집행위원회의 법적 조치 위협을 지지했다. 아직 협정을 비준하지 않은 유럽 의회는 제안된 침해에 대한 해결책이 나올 때까지 결정을 연기했다.
2023년 2월 27일 발표되고 2023년 3월 24일 양측이 공식적으로 채택한 윈저 프레임워크는 의정서 운영의 일부 측면을 변경하며, 특히 그레이트브리튼에서 도착하는 상품에 대한 통관 검사를 완화한다. 이 프레임워크는 2023년 10월 1일에 발효되었으며, 신뢰할 수 있는 상인들이 북아일랜드와 그레이트브리튼 간의 새로운 "그린 레인"을 통해 상품을 운송할 수 있는 새로운 기반을 제공하고, 영국 정부에 북아일랜드에 적용되는 부가가치세율에 대한 더 많은 통제권을 부여하며, 북아일랜드 시장에 출시되는 의약품은 EU가 아닌 영국에 의해 규제될 것이라고 명시한다. 이는 북아일랜드 행정부와 영국 정부에 주로 상품과 관련된 업데이트되고 수정된 EU 법률에 이의를 제기하고, 중단하고, 잠재적으로 적용을 중단할 수 있는 메커니즘을 제공한다.

## 같이 보기
- 유럽 원자력 공동체 (유라톰) – 법적으로 EU와 별개이지만 동일한 회원국으로 구성되며, 영국 또한 이에서 탈퇴했다.
- EU–영국 무역 협력 협정
- 노딜 브렉시트
- 브렉시트 탈퇴 협정에 대한 국민투표 제안
- 영국-EU 무역 협상